# Pryssekrogen
Pryssekrogen var ett värdshus i stadsdelen Olskroken i Göteborg. Värdshuset låg på Wahammars äng vid nuvarande platsen för Redbergsvägen 16, hörnet av Hökegatan och hade anlagts 1671 av amiralitetskommissarien Nicolaus Preutz (adlad von Preutz 1678), som också fick ge namn åt stället.
År 1720 var innehavaren hustru Margareta Billowia, som dock misskötte sina åtaganden och därför blev av med rättigheterna 1724. Ännu 1809 fanns Pryssekrogen omnämnd i N Wermings kartverk "Belägenheten omkring Göteborg".  
Den konkurrerande Reberg, senare Danska gästgivaregården, var belägen vid nuvarande Ånäsvägen 6, cirka 300 meter öster om Pryssekrogen. Namnet kom av den första innehavaren, Anders Rebba.